# Episteme lectrix
Episteme lectrix is een vlinder uit de familie van de uilen (Noctuidae). De wetenschappelijke naam werd, als Phalaena lectrix, gepubliceerd in 1764 door Linnaeus.